# Iván Almár
Iván Almár, né le 21 avril 1932 à Budapest, est un astronome hongrois. Il a proposé l'échelle de Saint-Marin comme moyen d'évaluer les risques liés à la communication extraterrestre. Almár siège également au conseil consultatif du METI (Messaging Extraterrestrial Intelligence). L'astéroïde (191856) Almáriván, découvert par l'astronome hongrois Krisztián Sárneczky à la station Piszkéstető en 2004, a été nommé en son honneur. La citation de nommage officielle a été publiée par le Centre des planètes mineures le 10 décembre 2011 (M.P.C. 77509).